# 露丝·沃达克
露丝·沃达克（德语：Ruth Wodak；1950年7月12日—），生于英国伦敦，奥地利语言学家，是欧洲批判性话语分析的奠基者之一。著有《恐惧的政治--欧洲右翼民粹主义话语分析》《话语政治日常生活》等书。